# Смит, Танджела
Танджела Николь Смит (англ. Tangela Nicole Smith; родилась 1 апреля 1977 года в Чикаго, штат Иллинойс, США) — американская профессиональная баскетболистка, выступавшая в женской национальной баскетбольной ассоциации. Она была выбрана на драфте ВНБА 1998 года во втором раунде под 12-м номером командой «Сакраменто Монархс». Играла в амплуа тяжёлого форварда и центровой. По окончании игровой карьеры перешла на должность ассистента главного тренера студенческой команды «Уэстерн Мичиган Бронкос». В настоящее же время работает помощником главного тренера студенческой команды «Нортуэстерн Уайлдкэтс».

## Ранние годы
Танджела Смит родилась 1 апреля 1977 года в городе Чикаго (штат Иллинойс), училась она там же в средней школе имени Джорджа Вашингтона, в которой выступала за местную баскетбольную команду.